# 산딸나무
산딸나무는 층층나무과에 속하며 겨울에 잎이 지는 큰키나무이다. 한국 원산으로 학명은 Cornus kousa이다.

## 생태
온대 중부 이남의 산에서 자라며, 관상수로 심기도 한다. 키는 5~10m 정도이며 나무껍질은 어두운 잿빛이거나 갈색으로 나이를 먹어도 갈라지지는 않으나 작은 조각이 조금씩 떨어진다. 가지는 층층나무속답게 층을 지어 옆으로 퍼진다. 잎은 마주나고 달걀 또는 타원 모양이다. 같은 속인 층층나무, 산수유와 비슷하게 잎맥이 휘어서 잎 끝으로 몰린다. 가장자리는 밋밋하거나 잔물결 모양의 톱니가 조금 있다. 5~6월에 작년에 난 가지 끝에서 두상꽃차례로 꽃이 피며 암수한그루이다. 흰색 꽃턱잎이 네 장인데 십자가 모양을 이루며 마치 꽃잎처럼 보인다. 9~10월에 딸기 모양의 열매가 붉은 색으로 익는다. 달아서 먹을 수 있다.

## 사진

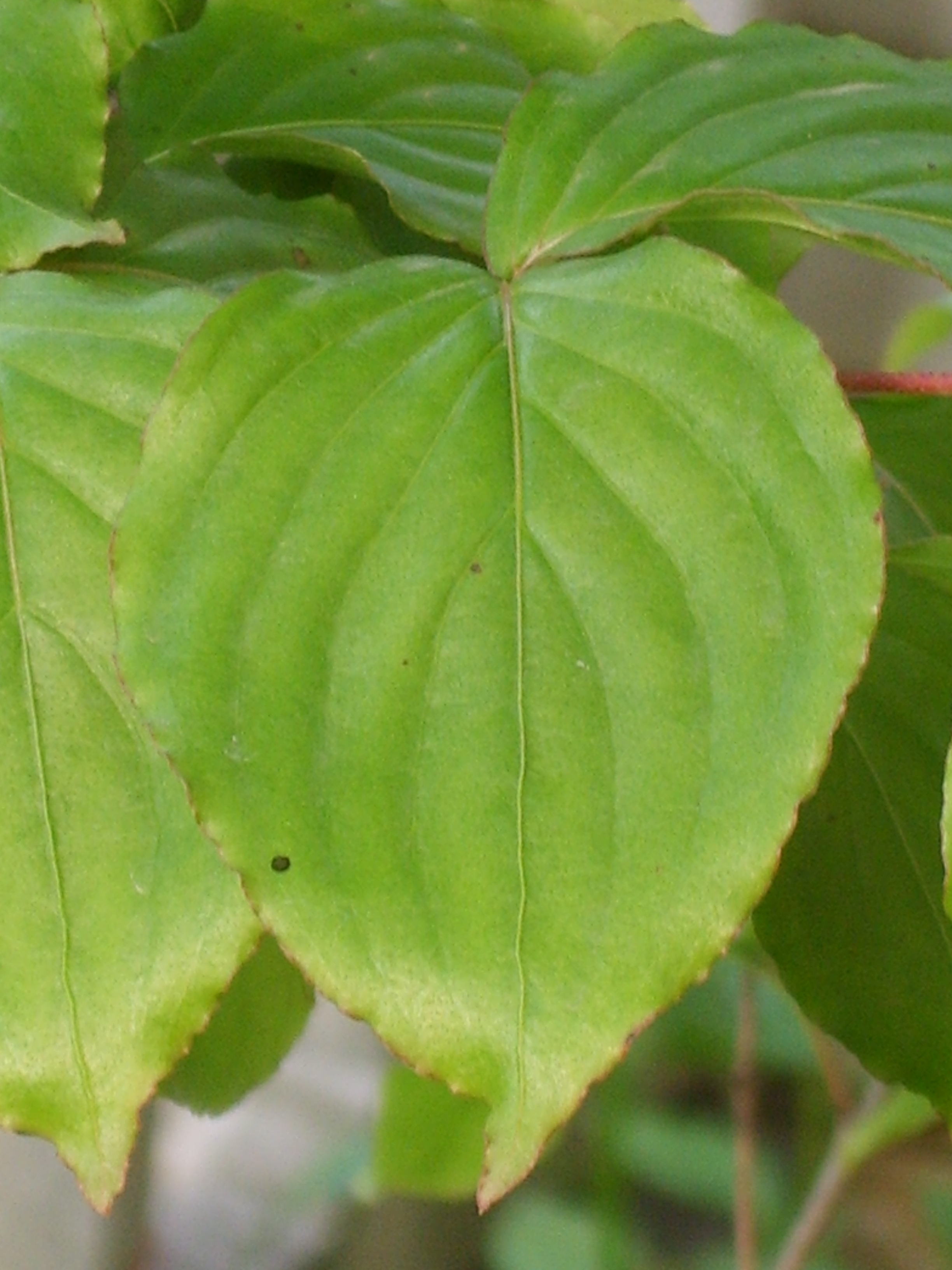
잎
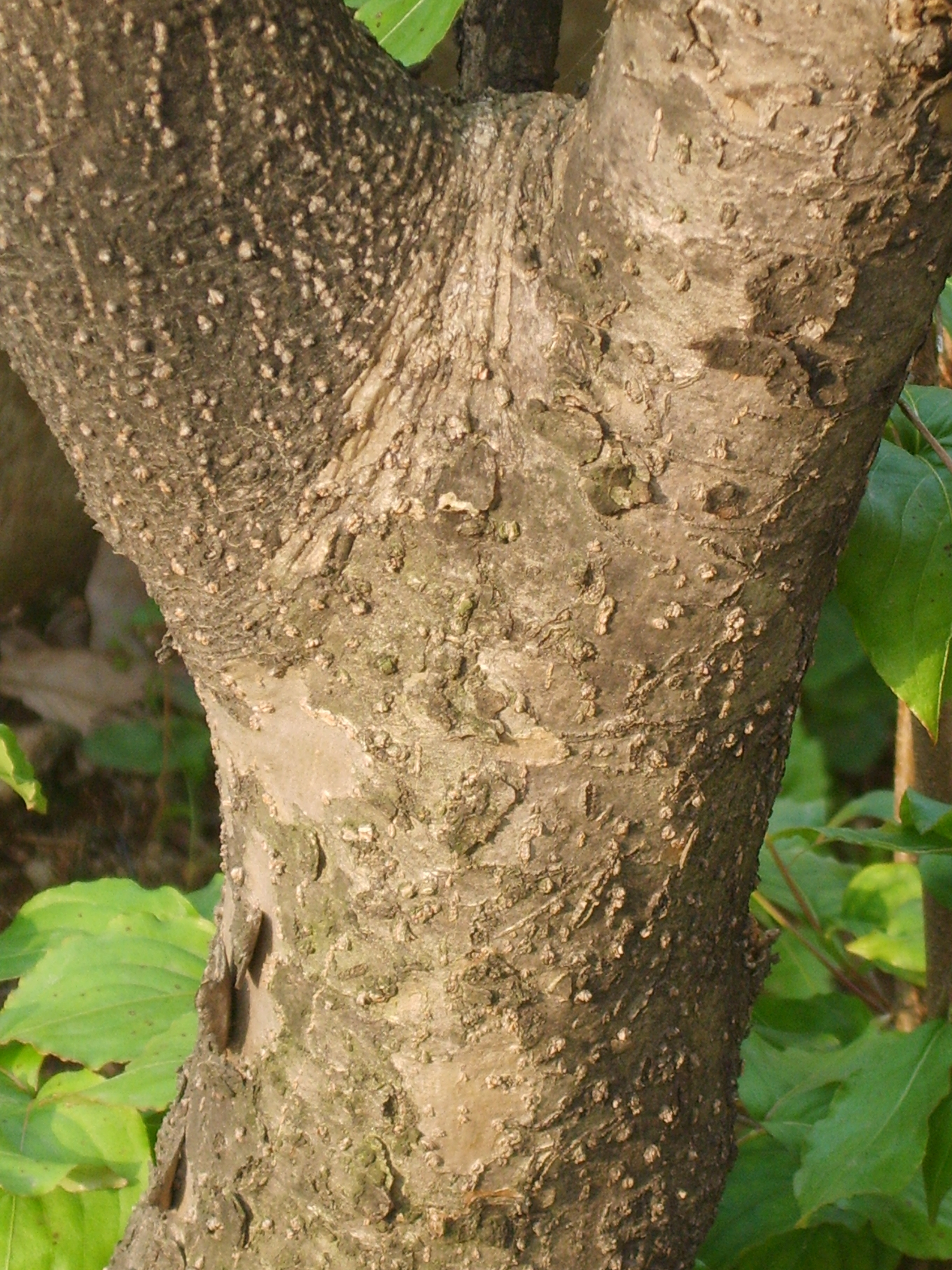
줄기
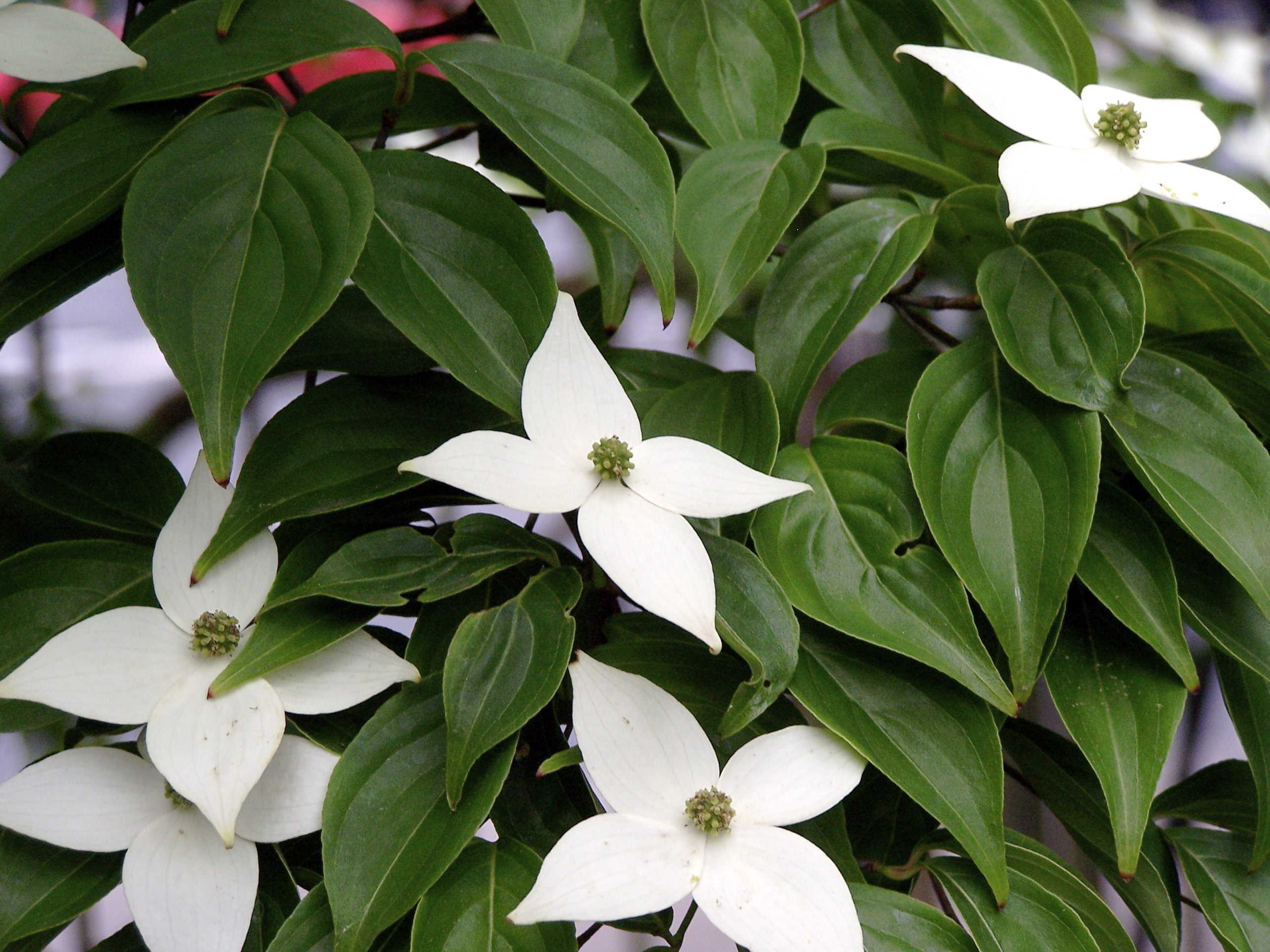
꽃
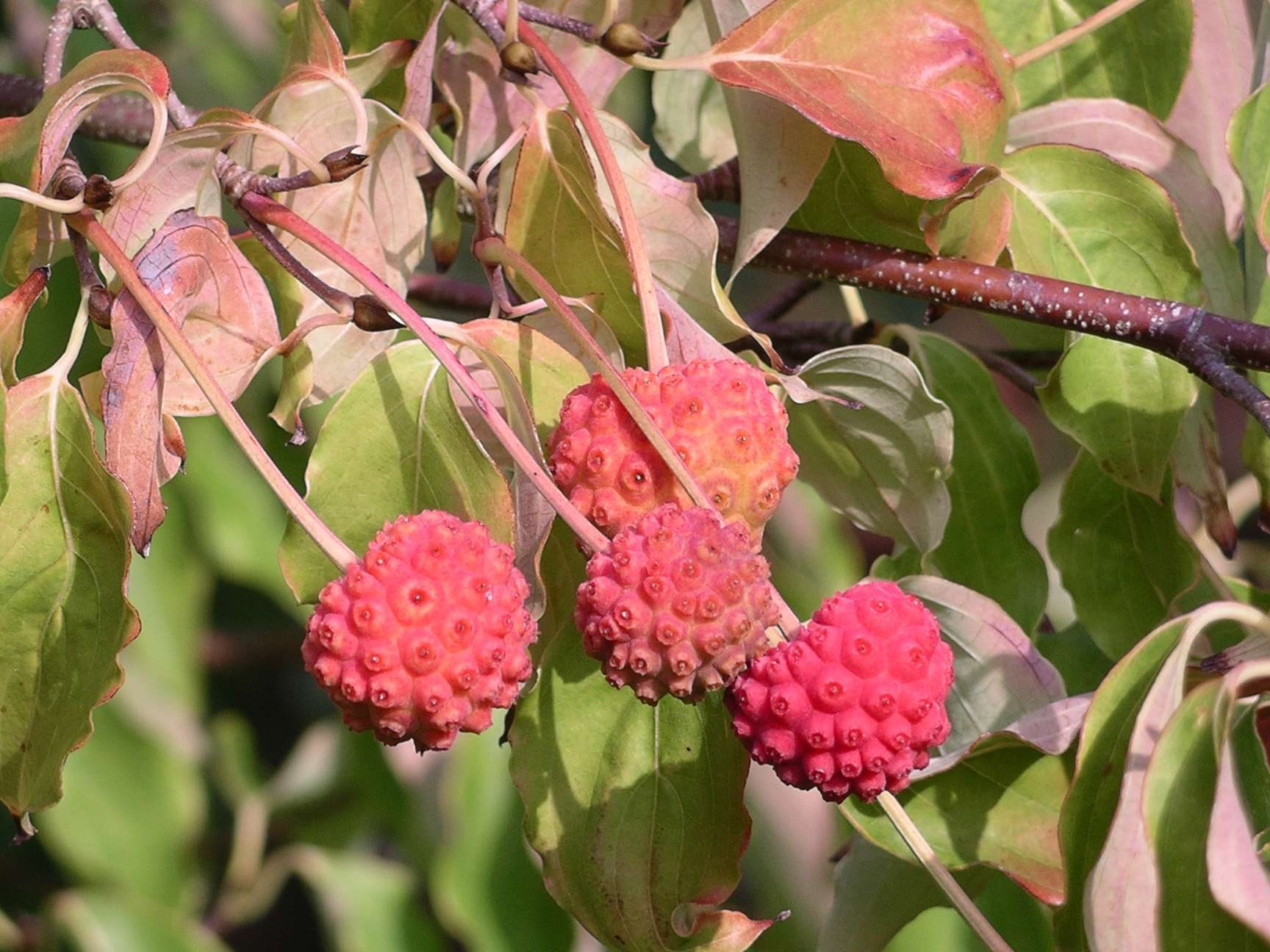
익은 열매
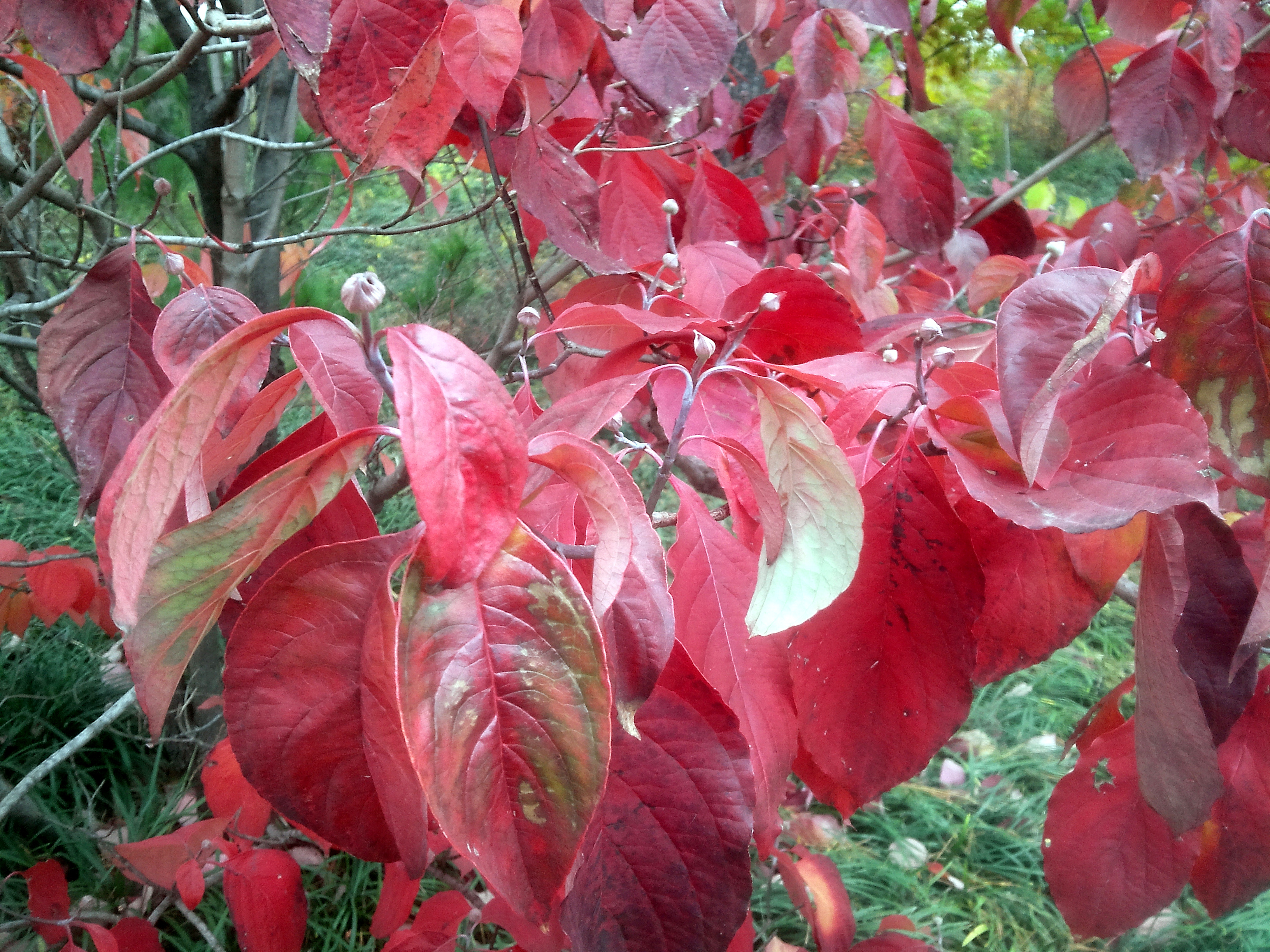
11월의 산딸나무
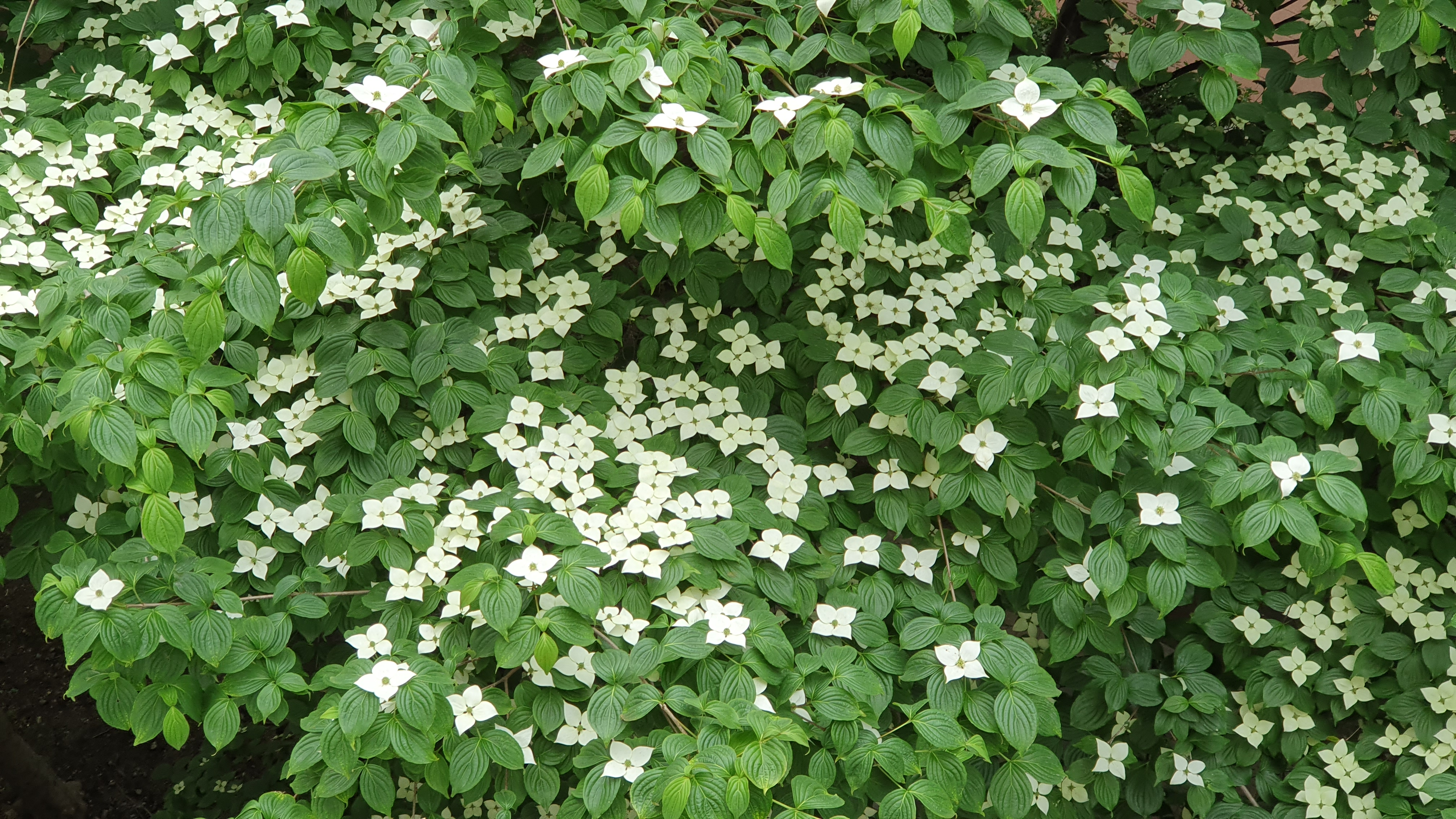
대한민국 아파트의 산딸나무

## 쓰임새
예수가 십자가에 못 박힐 때 쓰인 나무로 여겨져 기독교인의 사랑을 받는다. 목재는 대패질한 표면이 매우 깨끗하고 맑아 가구재, 장식재로 쓴다. 나무껍질에 키니네가 들어 있어 방부제, 해열제, 강장제로 써 왔다.

## 비슷한 나무
- 서양산딸나무(Cornus florida L.) - 꽃산딸나무라고도 부른다. 북아메리카 원산으로 다 자라도 5m가 넘지 않아 산딸나무보다 작으며, 꽃턱잎 끝이 오목하게 들어간다.

## 참고 문헌
- 김용식; 송근준; 안영희; 오구균; 이경재; 이유미 (2000). 《조경수목 핸드북》. 광일문화사. ISBN 89-85243-25-X.
- 윤주복 (2004). 《나무 쉽게 찾기》. 진선출판사. ISBN 978-89-7221-414-4.
- 박상진 (2001). 《궁궐의 우리 나무》. 눌와. ISBN 89-950852-6-6.
- 풀베개 보관됨 2015-12-10 - 웨이백 머신